# Oorkonde van Lodewijk de Vrome

De Oorkonde van Lodewijk de Vrome

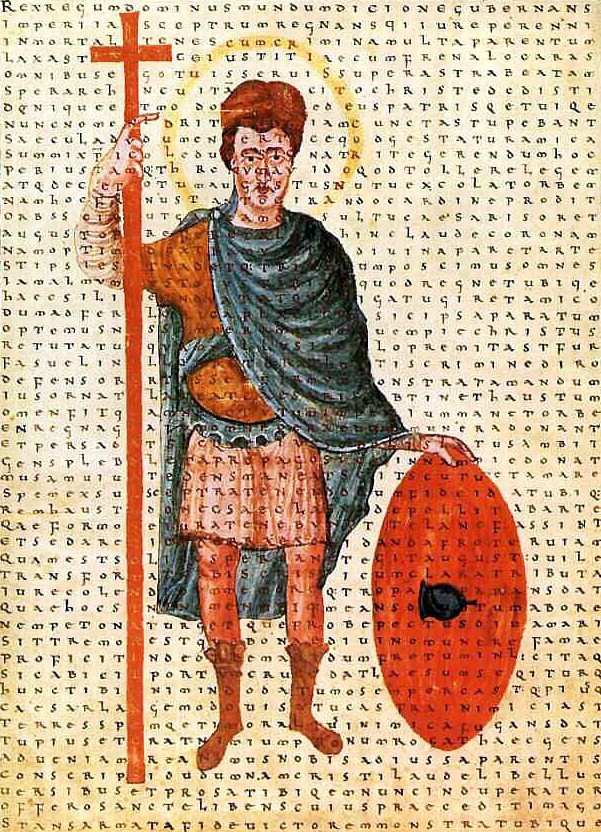
Lodewijk de Vrome

De Oorkonde van Lodewijk de Vrome is een oorkonde uit 819 van Lodewijk de Vrome. Lodewijk was de koning van Aquitanië vanaf 781. Hij was ook koning der Franken en medekeizer (als Lodewijk I) met zijn vader, Karel de Grote, vanaf 813. Als de enige overlevende volwassen zoon van Karel de Grote en Hildegard, werd hij de enige heerser der Franken na het overlijden van zijn vader in 814, een positie die hij bekleedde tot zijn overlijden, met uitzondering van de periode 833-834, waarin hij was afgezet. De oorkonde wordt tijdelijk bewaard in het Stadsmuseum Gent.
In deze oorkonde bevestigt Lodewijk immuniteit aan de Sint-Baafsabdij van Gent. Die immuniteit was door zijn vader Karel de Grote reeds aan de abdij verleend. Het is de oudste oorkonde die in België wordt bewaard.

## Achtergrond
In 819 was Lodewijk keizer van het Heilige Roomse Rijk, een gebied dat zich van Hamburg tot Barcelona uitstrekte. De oorkonde werd in Aken geschreven, met een veer en in het Latijn op vellum. De keizer liet ze aan Einhard sturen, een trouwe medewerker van Lodewijk en eerste abt van de abdij.
Het is opmerkelijk dat de oorkonde bewaard bleef. De Sint-Baafsabdij had twee keer te maken met plunderingen door de Vikingen, en met brandstichting in 851. De monniken namen, als ze moesten vluchten, alle belangrijke relikwieën en archiefstukken mee. Ze hadden er alle belang bij, gezien de waarde die ze voor de abdij had.

## Wederzijdse beloften
De oorkonde bood de abdij rechtelijke immuniteit, of extra rechten en vrijheden. De Sint-Baafsabdij had het recht om in haar eigen gebied boetes op te leggen en misdrijven te bestraffen. Van haar zijde beloofde de abdij te bidden voor de keizer en geschenken te geven. Lodewijk wist veel abdijen aan zich te binden, waardoor hij en zijn rijk in belangrijkheid groeiden.
Vanaf oktober 2019 wordt de oorkonde opnieuw bewaard in het Rijksarchief en opnieuw in het donker opgeborgen.